# Truncheon
HMS Truncheon (Kennung: P353), später Dolphin, war ein U-Boot der U-Boot-Klasse T des Submarine Service der Royal Navy.
Gebaut wurde das Boot auf dem Devonport Dockyard bei Plymouth. Die Kiellegung erfolgte am 5. November 1942, das Zuwasserlassen am 22. Februar 1944, die Indienststellung am 25. Mai 1945. 1968 wurde das Boot an die israelische Marine – zusammen mit zwei Schwesterschiffen – verkauft und in Dolphin umbenannt. Im August 1975 wurde es außer Dienst gestellt und 1977 verschrottet.